# Małgorzata Leśniewska

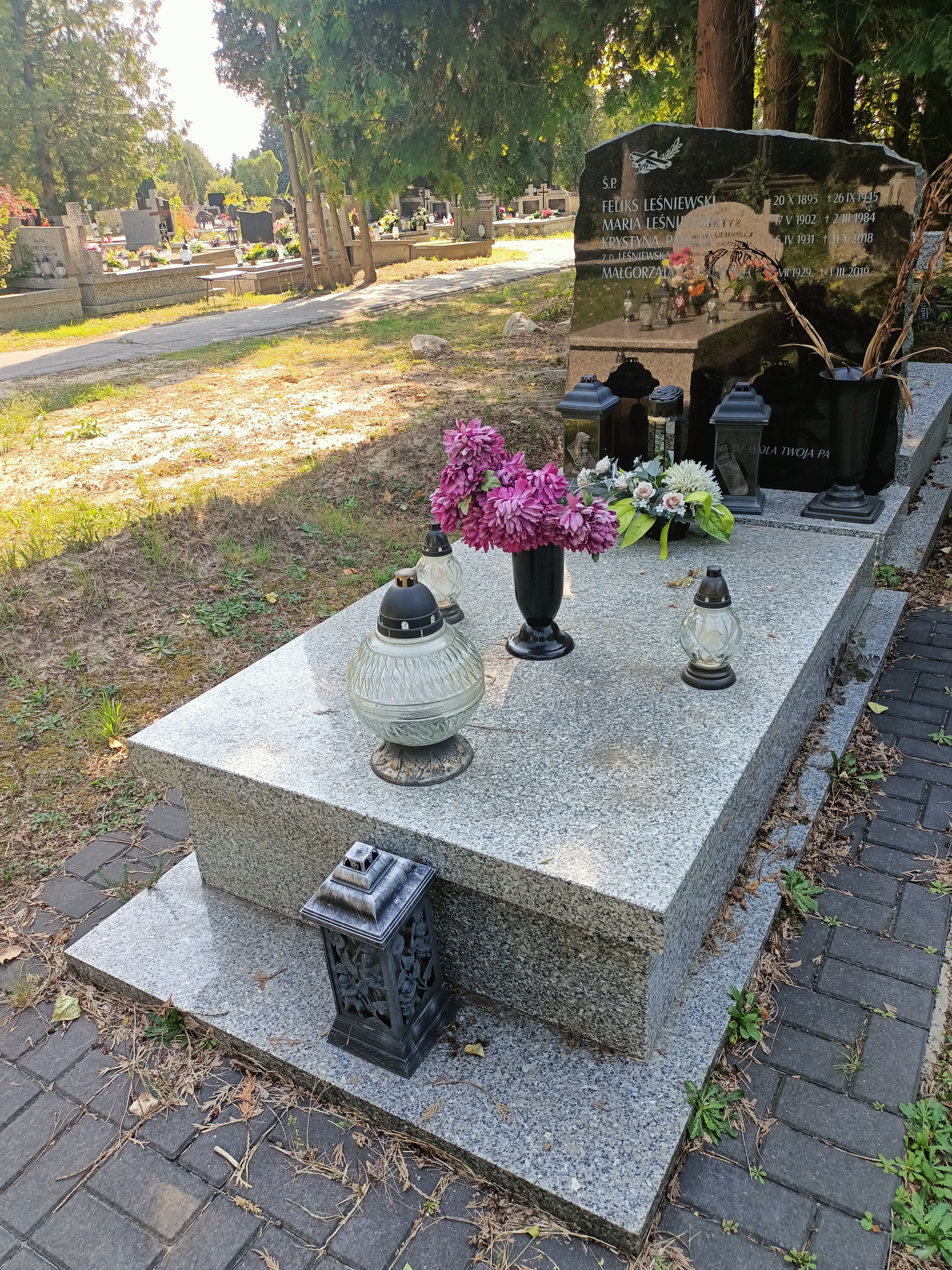
Grób Małgorzaty Leśniewskiej na Cmentarzu Komunalnym Północnym w Warszawie

Małgorzata Leśniewska (ur. 15 lipca 1929 w Mogielnicy, zm. 1 marca 2019 w Warszawie) – polska aktorka. W 1953 ukończyła studia w Państwowej Wyższej Szkole Teatralnej w Warszawie.

## Teatr
W latach 1953–1960 w Teatrze Dramatycznym w Warszawie, w latach 1960–1961 w Teatrze im. Adama Mickiewicza w Częstochowie, 1976–1979 w Teatrze Dramatycznym im. Jerzego Szaniawskiego w Płocku, 1979–1985 w Teatrze Powszechnym im. Jana Kochanowskiego w Radomiu.

## Filmografia
- 2016: Na sygnale – hrabina von Hohenstauf (odc. 112)
- 2000, 2004–2005: Plebania –
  - sąsiadka Reginy (odc. 37),
  - pani Stenia (odc. 407, 488, 499)
- 1999: Tygrysy Europy – pani Stefa
- 1995: Nic śmiesznego – kobieta wychodząca od dentysty
- 1993: Skutki noszenia kapelusza w maju – sąsiadka Zarzyckich
- 1988: Zmowa – Draganowa
- 1985: Rajska jabłoń
- 1976: Blizna – sekretarka
- 1972: Ten okrutny, nikczemny chłopak – matka Janusza
- 1970: Romantyczni – Jadwiga Nawrocka
- 1969: Gniewko, syn rybaka (odc. 3)
- 1968: Pożarowisko – gość Rojeckich
- 1966: Piekło i niebo – anioł-urzędnik
- 1963: Liczę na wasze grzechy (niewymieniona w czołówce)
- 1963: Pamiętnik pani Hanki (niewymieniona w czołówce)
- 1961: Świadectwo urodzenia – pielęgniarka (odc. 3)
- 1954: Trudna miłość – Nalepianka

## Dubbing
- 1997: 101 dalmatyńczyków – pani w parku
- 1997: Rob Roy
- 1996: Dzwonnik z Notre Dame
- 1996: Frankie i Johnny – gwary
- 1996: Okruchy dnia –
  - kelnerka,
  - recepcjonistka,
  - gwary
- 1995: Rodzina Addamsów
- 1991: Denver, ostatni dinozaur –
  - pani Newton (odc. 6)
  - pani Adams (odc. 8)
- 1990–1991: Gumisie –
  - smoczyca (odc. 3a)
  - jedno z drzew z Lasu Figowego (odc. 25)
- 1973: Morderca samotnych kobiet – Katharina Zernik
- 1973: Telegram – Zina Szałamytowa
- 1972: Trup w każdej szafie – Kate
- 1972: Cudowna lampa Aladyna – matka
- 1966: Gwiazdy w morzu – Nastia
- 1966: Pollyanna – Nancy Furman
- 1966: Prometeusz z Dalmacji
- 1964: Umarli milczą – Lise Elmers
- 1963: Po latach – Olga Dimitriewna
- 1960: Przygoda na plantacji – pani Quin
- 1961: Alicja w Krainie czarów – siostra Alicji
- 1959: Postrach kobiet – Luizetta
- 1959: Proces został odroczony – Marie Jager
- 1958: Nędznicy – Fantima
- 1957: Śmiech w raju – Sheila Wilcott
- 1957: Róże dla Bettiny – Bettina Sanden
- 1956: Wieczór Trzech Króli – Viola